# Alleyras
 Alleyras  es una población y comuna francesa, en la región de Auvernia, departamento de Alto Loira, en el distrito de Le Puy-en-Velay y repartido entre los cantones de Cayres y Saugues.

## Demografía
| 800 | 773 | 810 | 975 | 891 | 861 | 966 | 841 | 878 | 686 | 840 | 742 | 790 | 788 | 817 | 804 | 787 | 778 | 829 | 890 | 747 | 646 | 586 | 543 | 504 | 473 | 375 | 379 | 342 | 290 | 232 | 231 |
| Para los censos de 1962 a 1999 la población legal corresponde a la población sin duplicidades (Fuente: INSEE [Consultar]) |     |     |     |     |     |     |     |     |     |     |     |     |     |     |     |     |     |     |     |     |     |     |     |     |     |     |     |     |     |     |     |